# Abrahamsohn & Reschofsky
Das Berliner Pelzkonfektionsunternehmen Abrahamsohn & Reschofsky verdankte seinen wirtschaftlichen Erfolg vor allem der Herstellung und dem Vertrieb von Pelzkleinteilen. Die beiden Pelzfirmen J. Abrahamsohn und Bernhard Reschofsky hatten sich 1902 zu einem Unternehmen vereinigt, sie gehörten zu den ältesten der Branche und sind als Mitbegründer der Berliner Pelzindustrie anzusehen.
Bis in das erste Drittel des 19. Jahrhunderts hielt der Kürschner nur wenig fertige Ware vorrätig, das waren Kleinteile, wie Muffe, Pelzkragen, Pelzmützen und andere. Die 1842 gegründet Firma B. Freystadt & Co. machte als Erste den Versuch, ihren Abnehmern neben Fellen auch Pelzsachen zu liefern. Bis dahin gab es in Deutschland keine fabrikmäßige Herstellung von Pelzwaren. Zu einem Zentrum der deutschen Konfektions- sowie Pelzindustrie entwickelte sich Berlin, mit dem Schwerpunkt um den Gendarmenmarkt.

## Firmengeschichte und Nachfolger
J. Abrahamsohn hatte seine Firma 1844 gegründet, Bernhard Reschofsky (* 1847) im Jahr 1865. Durch Heirat verschmolzen die beiden Unternehmen im Jahr 1902.
Sie stellten „den billigsten und billigen Genre her“, beispielsweise mit Holzwolle gefütterte Hasenmuffen. Die Muffe wurden „in Mengen von vielen Tausenden“ produziert, die pro Dutzend von etwa 18,- Mark an zu haben waren. „Im Innern gab es eine Lage Holzwolle - darüber Watte - die Öffnungen mit Serge abgefüttert und der Muff im Karton. Für den doppelten Preis gab es einen Daunenbeutel mit Seidenfütterung, An diesen billigen Qualitäten wurde verdient, wenn der Arbeitslohn auch gering war, so nahmen die Meister im Sommer, der stillsten Zeit, gern die Aufträge an, die ihnen halfen, die Gesellen und Mammsells zu beschäftigen.“
Unter der nächsten Generation entwickelte sich das Unternehmen schnell. Der 80 Jahre alte Reschofsky kam zwar noch jeden Tag ins Geschäft und ging durch alle Abteilungen der weiten Räume, schaute jedoch nur noch zu. Sein „begabter Sohn“ Alex (Alexander?) hatte die Führung übernommen und brachte das Unternehmen zu beachtlicher Höhe. Ein guter Fachmann, mit „gesundem Spekulationssinn“, kaufte in den beiden Weltzentren für Rauchwarenhandel, dem Leipziger Brühl und Garlick Hill, London, große Posten und konnte dadurch preiswert produzieren.
Als Vertreter in Leipzig sicherte sich Alex Reschofsky „den tüchtigen Robert Ehrmann“ mit dessen weitreichenden Geschäftsbeziehungen. Alex's Schwager Alfred Abrahamsohn war mit einer kleinen Firma ebenfalls in der Branche tätig, starb aber jung bei einem vergeblichen Kuraufenthalt in Ägypten.

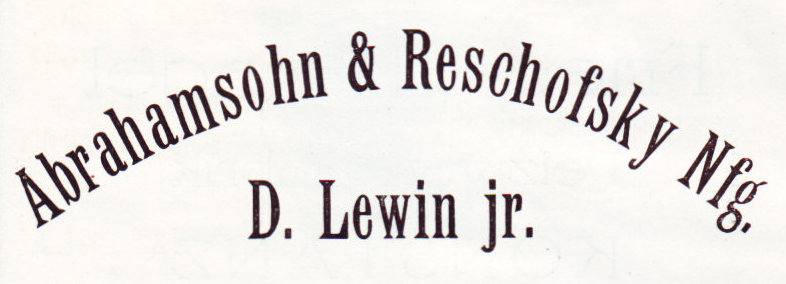
Abrahamsohn & Reschofsky Nfg., D. Lewin jr.

Nachdem die Umsätze der Firma über die Jahre hinweg beständig gewachsen waren und sich Alex Reschofsky wohl ein großes Vermögen erworben hatte, beschloss er, auch aus gesundheitlichen Gründen, sich zur Ruhe zu setzen. Da er keinen Nachfolger besaß, sah er sich nach einer anderen Lösung um. Der Inhaber des kleinen alten, aber sehr angesehenen Pelzkonfektionsunternehmen D. Lewin jr. wollte sich mit seiner Frau, ebenfalls altersbedingt, zur Ruhe setzen. Die beiden Inhaber schieden aus und man vereinigte die beiden Firmen. Die Mitarbeiter der Firma Lewin, Benno Glogauer (geb. 30. Dezember 1877 in Lissa (Leszno, Posen); deportiert 13. Juni 1942 nach Sobibór) und Louis Hackelberg übernahmen 1912 die Leitung, der eine als Pelzfachmann, der andere als Finanzier. Der Erste Weltkrieg unterbrach die „glänzende Entwicklung“, die sich 1919 fortsetzte „und einzig und allein den hervorragenden Eigenschaften Benno Glogauers zu verdanken war“. Im Jahr 1925 inserierte das Unternehmen „Galanterie-Confection“, unter der Firmenbezeichnung und Adresse „Abrahamsohn & Reschofsky Nfg., D. Lewin jr., Berlin C 2, Rosenstrasse 1“. Als Spezialität wurde ein „guter Mittelgenre in allen einschlägigen Fellarten“ angegeben, daneben wurden auch Felle in „vorteilhaften Kürschnersortimenten“ angeboten.
Die Untätigkeit hatte auch Alex Reschofsky wieder neuen Antrieb gegeben. Er eröffnete in Leipzig eine Rauchwarenhandlung. Um dafür geeignete Lagerräume zu erhalten, erhöhte er auf seine Kosten die den Brüdern Poser gehörende Rauchwarenhandlung in der Richard-Wagner-Straße mit Verbindung zum Brühl, auf vier Stockwerke. In der Branche stieß dieses Unternehmen auf Verwunderung, waren doch die aufgewendeten Kosten nicht mit dem Mietpreis in Übereinstimmung zu bringen. Anfangs unmerklich, dann aber doch erkennbar, kam ein Gemütsleiden zum Ausbruch. Das erfolgreich begonnene Geschäft musste er aufgegeben und der im besten Alter stehende Inhaber „beendete sein Leben in einer Anstalt. Man hat ihn in Leipzig sehr geschätzt und nahm rechten Anteil an dem tragischen Geschick des Mannes, dessen persönliche Liebenswürdigkeit und geschäftliche Sauberkeit unvergessen blieben“.
Das Berliner Unternehmen hatte sich unter der Leitung von Benno Glogauer auf der alten Höhe zu halten gewusst, produzierte weiterhin äußerst kostengünstig und lieferte zu niedrigen Preisen. Im Februar 1921 wurde Benno Glogauer erwähnt, als er sich an den Vorbereitungen einer Gemeinschaftsmodenschau des Vereins Deutscher Kürschner beteiligte, einmalig stattgefunden in der Berliner Scala. - Ein „Stab von tüchtigen Mitarbeitern“, an der Spitze Franz Voelkel und Ernst Niernberger, „förderten das Gedeihen der Firma“. Beide waren im Kriegsjahr 1941 noch in der Branche tätig. Benno Glogauer und Louis Hackelberg hatten sich jedoch nicht mehr verstanden. Nach lange anhaltenden Unstimmigkeiten trennten sie sich im Jahr 1928. Hackelberg übernahm die Firma und den Firmennamen. Die Geschäftsadresse war 1907, auch 1928 im selben Haus: Berlin C. 2, Rosenstraße 1, 3. Etage.
Es folgte ein kostspieliger Prozess um den Firmenwert, der für Louis Hackelberg nach einer Entscheidung der Handelskammer verloren ging. Nach Einschätzung des Branchenkollegen Philipp Manes, hätte das Unternehmen, da Glogauer der Fachmann war, „in seiner Hand den verlangten geldlichen Wert gehabt, mit seinem Ausscheiden nicht“. Philipp Manes meinte weiter: „Mit Anstrengung aller Kräfte versuchte Louis Hackelberg die Firma auf der bisherigen Höhe zu halten. Er war ein guter Finanzmann (wenn das Geld in jeder Höhe zur Verfügung stand), ein erfahrener Buchfachmann - und ein großer Redner. Seinem Amt als Handelsrichter widmete er viel Zeit, da war er am Platze und konnte mit Schlagfertigkeit und seinem rheinischen Humor manche verfahrene Situation retten. Aber seine Firma vermochte er trotz »Ehrmann« und »Biedermann« [Robert E., David B., Rauchwarenkaufleute] nicht zu halten. Er sah sich gezwungen, sie 1932 zu liquidieren und tat das in allen Ehren“.
Louis Hackelberg nahm eine nur kurze Zeit währende Tätigkeit als Leiter der Firma Heymann & Felsenburg, Pelzwaren A. G. an, die dem Karstadt-Konzern unterstand. Sein Wirken dort war „nicht erfreulich, weil dort nichts zu retten war“. Einige Jahre noch arbeitete er als Vertreter. Er starb 1937.

Stolpersteine Eheleute Glogauer
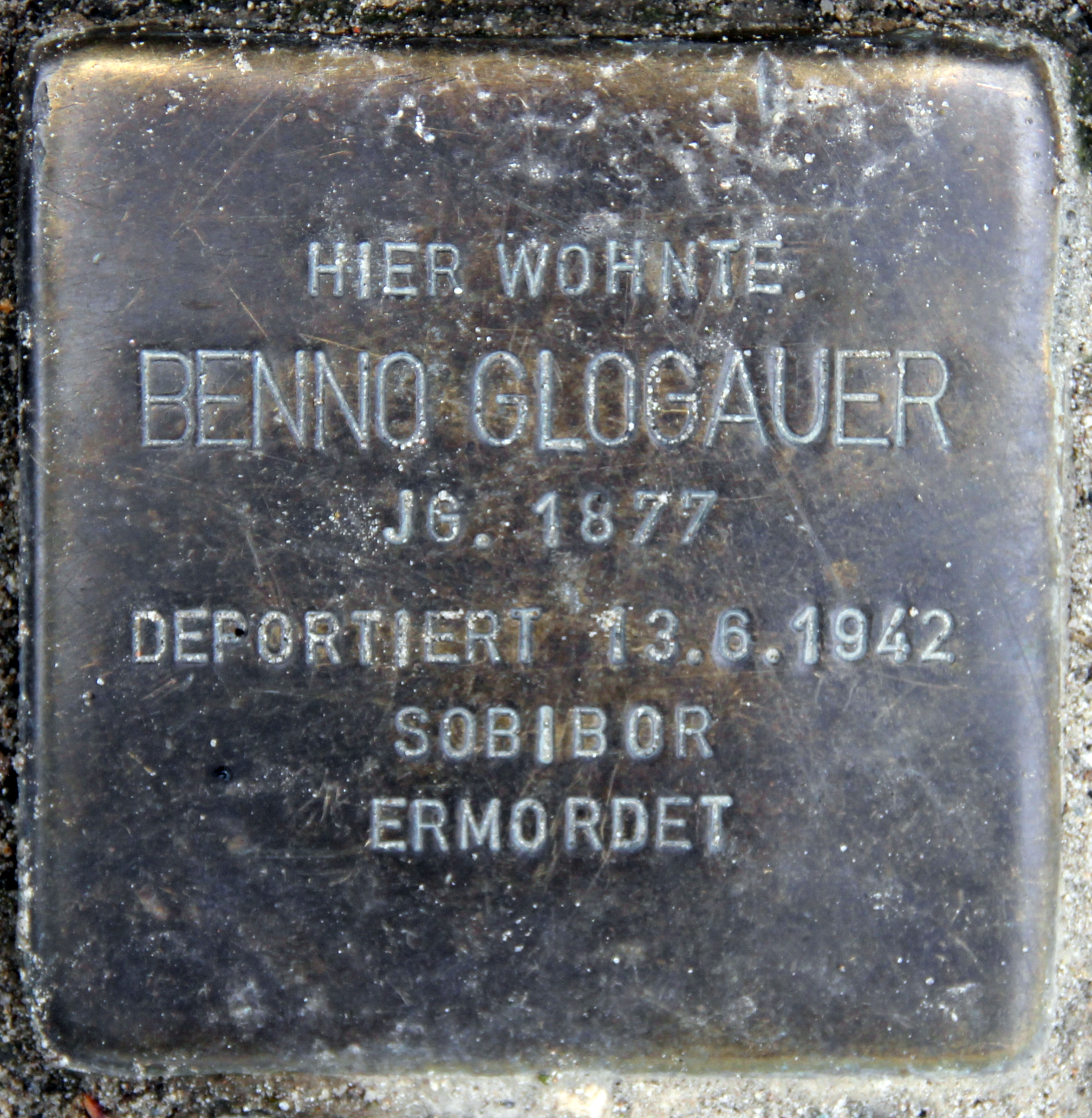
Benno Glogauer, Berlin-Wilmersdorf, Württembergische Str. 40
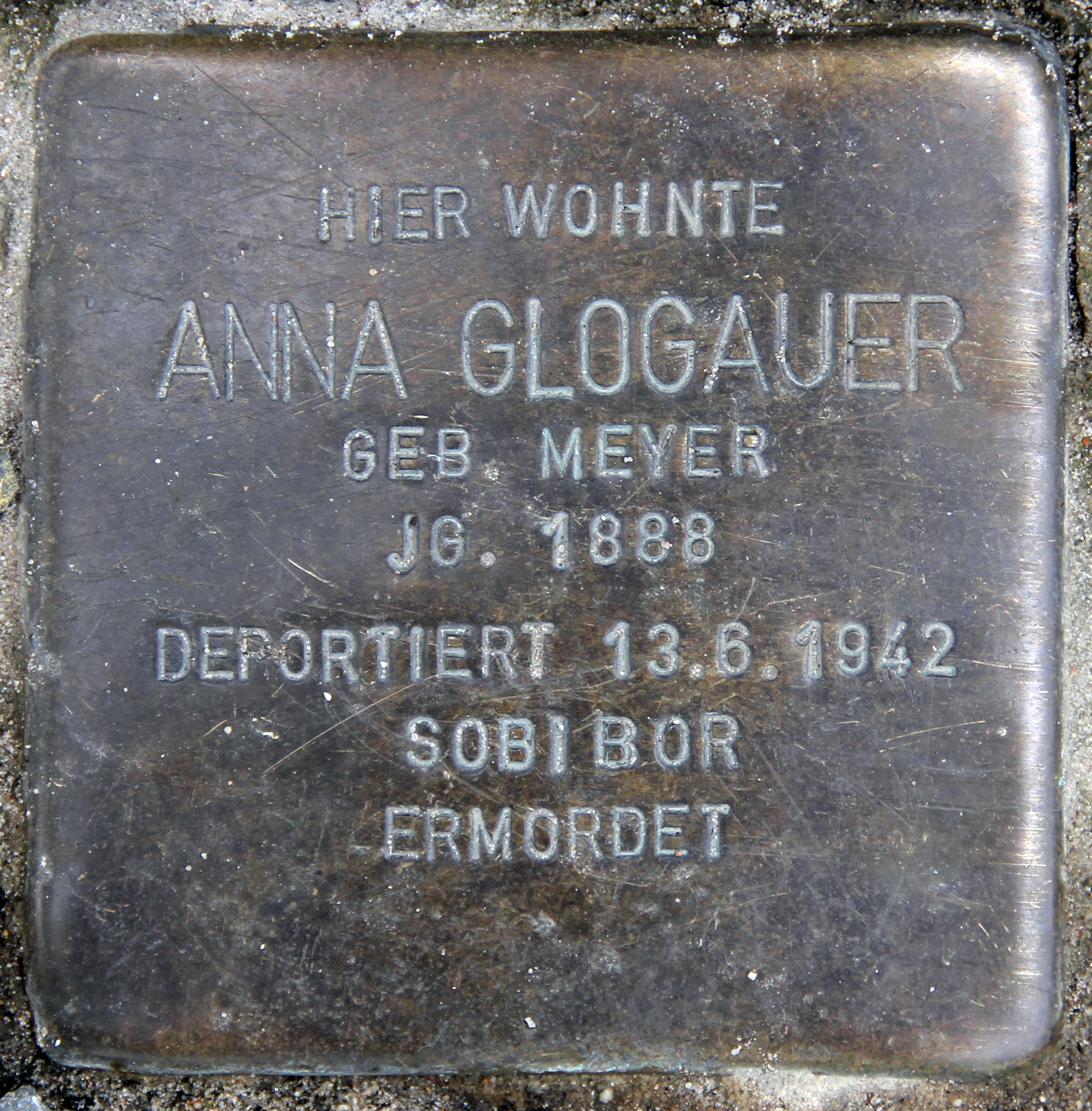
Anna Glogauer (verlegt 2010)

Benno Glogauer betrieb erfolgreich als Handwerker und mit seinen technischen Kenntnissen weiterhin ein Pelzkonfektionsunternehmen. Im Gegensatz zu anderen Firmen unterhielt er immer eine Werkstatt im eigenen Haus und stellte dort seine Modelle und hochwertigen Mäntel selbst her. Die Fabrikationsabteilung leitete das „mit dem Geschäft verwachsene“ Fräulein Margarete Rütz, welches 1937 seit 30 Jahren in der Firma tätig war und auch oft mit großem Erfolg auswärtige Kundschaft besuchte.
Besonders in Süddeutschland hatte er große Kunden, die ihm auch später in den letzten, judendiskriminierenden Jahren treu blieben. Sein Unternehmen war weiterhin umfangreich und gehörte zur Spitzengruppe unter den Berliner Fabrikanten. Nach der Machtübernahme durch die Nationalsozialisten im Jahr 1933 verkleinerte er sein Geschäft bewusst und beschränkte sich auf seine Hauptkunden. Im Jahr 1928 ist Benno Glogauer als Mitglied des Reichsbundes der deutschen Kürschner in Berlin SW.68, Schützenstraße 16/17 verzeichnet. Im Pelzfachverzeichnis von 1938 ist er auf der Kommandantenstraße 64 eingetragen. Als wohl letzter jüdischer Inhaber der Branche stellte er 1939 seinen Betrieb ein, „den er über ein Menschenalter hinaus geführt“ hatte. 1941 wurde er offiziell enteignet.
Die Stolpersteine-Initiative Charlottenburg-Wilmersdorf ermittelte: Er war verheiratet mit Anna Glogauer, geb. Meyer (geb. 14. Februar 1888 in Berlin). Die Eheleute, die ihren Kindern Ernst und Hilde noch rechtzeitig zur Flucht verhelfen, sich selbst aber nicht mehr retten konnten, wurden am 13. Juni 1942 in das Vernichtungslager Sobibor in Polen deportiert und dort ermordet. 748 Berliner Juden waren mit diesem Zug abtransportiert worden, weitere etwa 250 bis 280 aus Potsdam. Die Kinder Ernesto (Ernst) Glogauer aus Bogotá (Kolumbien) und Hilde Masé geb. Glogauer aus Marseille (Frankreich) stellten im Jahr 1955 Wiedergutmachungsanträge für Gold, Silber und Schmuck, die Wohnungseinrichtung ihrer Eltern und ein Guthaben bei der Deutschen Bank sowie für die Betriebseinrichtung und das Warenlager der Großhandelsfirma Bruno Glogauers.